# Cap de la Travessa
El Cap de la Travessa és una muntanya de 2.203,3 metres d'altitud que es troba a cavall dels termes municipals d'Alt Àneu (antics termes d'Isil i Sorpe) i de la Guingueta d'Àneu (antic municipi d'Unarre, a la comarca del Pallars Sobirà.
Està situat a l'extrem nord-est del terme d'Esterri d'Àneu, a ponent del de la Guingueta d'Àneu, i a l'extrem sud-oriental del d'Alt Àneu. Queda llevant del Tossal de la Llosa i al sud-oest del Pic de Sarredo, al capdamunt, nord-est, del Serrat del Broncal i de la Serra Obaga, que en davalla cap al sud-est. A pocs metres al sud-est té un cim bessó, el Pui Redó.